# Puente Río Negro
El puente Río Negro o puente Jornalista Phelippe Daou es un puente fluvial construido sobre el río Negro en Brasil. El mismo comunica la ciudad de Manaos con Iranduba, en el estado de Amazonas. Con sus 3595 metros, es uno de los más largos de Sudamérica. Fue inaugurado el 24 de octubre de 2011 a un costo de 625 millones de dólares.